# Orto botanico di Lubiana
L'Orto botanico di Lubiana (in sloveno Ljubljanski botanični vrt), ufficialmente Orto botanico dell'Università di Lubiana (Botanični vrt Univerze v Ljubljani), è un orto botanico che si trova a Lubiana, in Slovenia, nel distretto di Rudnik, presso Ižanska cesta.
È il più antico orto botanico nella penisola balcanica.
Il giardino ha iniziato ad operare sotto la guida di Franco Hladnik nel 1810, quando Lubiana era la capitale delle Province illiriche. Fa parte della rete internazionale degli orti botanici e collabora con più di 270 giardini botanici in tutto il mondo. 
Si trovano oltre 4.500 specie di piante e relative sottospecie che crescono su circa 2 ettari di parco: circa un terzo è originaria della Slovenia, mentre il resto proviene da altri luoghi europei e da altri continenti.

## Numismatica

La moneta commemorativa emessa nel 2010 per il bicentenario dell'orto botanico

Nel 2010 la Slovenia ha emesso una moneta commemorativa da 2 euro in occasione dei 200 anni dall'apertura del parco.